# Салавати
Салавати (индон. Pulau Salawati) — один из островов архипелага Раджа-Ампат. В административном отношении относится к индонезийской провинции Юго-Западное Папуа.
Площадь острова составляет 1622,9 км²; длина береговой линии — 200,2 км. Самая высокая точка — 925 м над уровнем моря. Пролив Селе отделяет Салавати от острова Новая Гвинея на востоке, а пролив Питт — от острова Батанта на севере.